# Кригсфелд
Кригсфелд (њем. Kriegsfeld) општина је у њемачкој савезној држави Рајна-Палатинат. Једно је од 81 општинског средишта округа Донерсберг. Према процјени из 2010. у општини је живјело 1.101 становника. Посједује регионалну шифру (AGS) 7333040.

## Географски и демографски подаци
Кригсфелд се налази у савезној држави Рајна-Палатинат у округу Донерсберг. Општина се налази на надморској висини од 340 метара. Површина општине износи 26,4 km². У самом мјесту је, према процјени из 2010. године, живјело 1.101 становника. Просјечна густина становништва износи 42 становника/km².